# Campeonato Europeo de Remo de 1906
El XIV Campeonato Europeo de Remo se celebró en Pallanza (Italia) en 1906 bajo la organización de la Federación Internacional de Sociedades de Remo (FISA).
En total se disputaron cinco pruebas diferentes, todas ellas en la categoría masculina.

## Resultados

### Masculino
| Evento                 | Oro | Plata | Bronce |
| ---------------------- | --- | --- | --- |
| Scull individual M1X   | Gaston Delaplane Francia | Giovanni Brunialti Italia | Theodore Conrades · Bélgica |
| Doble scull M2X        | Theodore Conrades · Xavier Crombet · Bélgica | Giampietro Filippi Costante Scalero Italia                                                                                     | Alfred Sydler · Emmanuel de Trey · Suiza |
| Dos con timonel M2+    | Ercole Olgeni Scipione Del Giudice Giuseppe Mion (t) Italia | Guillaume Visser · Urbain Molmans · Rodolphe Colpaert (t) · Bélgica                                                            | — |
| Cuatro con timonel M4+ | Guillaume Visser · Polydor De Geyter · Alphonse Van Roy · Urbain Molmans · Rodolphe Colpaert (t) · Bélgica                                                                        | Giuseppe Sinigaglia Annibale Beretta Ettore Lucioni Orlando Pontiggia Tommaso Quadrio (t) Italia                               | Georges Richard Caffet Ch. Rueguera R. Paul Raymond Célestin (t) Francia                                                                                            |
| Ocho con timonel M8+   | Rodolphe Poma · Oscar De Somville · Marcel Van Crombrugge · Max Orban · Rémy Orban · François Vergucht · Marcel Morimont · Armand Larocque · Raphael Van der Waeren (t) · Bélgica | Charles Delaporte Gaston Delaplane Marcel Monniot Malcolm Brown Maurice Henon Charles Roquebert NC Marcel Frébourg (t) Francia | Archimede De Gregori Alberto Del Nunzio Giovanni Brunialti Alfredo Tuzi Armando Garroni Guido De Cupis Ettore Manzolini Giuseppe Aluffi Domenico Romizzi (t) Italia |

## Medallero
| Núm. | País    | Oro | Plata | Bronce | Total |
| ---- | ------- | --- | ----- | ------ | ----- |
| 1    | Bélgica | 3   | 1     | 1      | 5     |
| 2    | Italia  | 1   | 3     | 1      | 5     |
| 3    | Francia | 1   | 1     | 1      | 3     |
| 4    | Suiza   | 0   | 0     | 1      | 1     |
|      | TOTAL   | 5   | 5     | 4      | 14    |